# Piesczanskij (obwód kurski)
Piesczanskij (ros. Песчанский) – osiedle typu wiejskiego w zachodniej Rosji, w sielsowiecie girjańskim rejonu biełowskiego w obwodzie kurskim.

## Geografia
Osiedle położone jest w zakolu rzeki Psioł na terenie zalewowym, na granicy rozległych pól torfowych oddzielających osiedle od rzeki, 8 km od centrum administracyjnego Biełaja, 84 km od Kurska.
W granicach osiedla znajduje się 67 domostw.

## Historia
Osiedle Piesczanskij powstało i rozwinęło się jako swego rodzaju zaplecze gospodarcze dla mieszkańców wsi Girji. Pola torfowe stanowiły rozległe zasoby do wypasu zwierząt, przygotowania opału i wyrabiania cegieł. Wraz z pojawieniem się stacji kolejowej w Girji pojawił się dodatkowy impuls do rozwoju przylegających do niej terenów. Na mapie sztabu generalnego z 1936 r. na terenie osiedla zaznaczono bezimienny sowchoz, miejsce wydobycia torfu, cegielnię i mleczarnię.

## Demografia
W 2010 r. miejscowość zamieszkiwało 255 osób.